# Championnat de Lettonie de football 2016
Navigation
2015 2017
La saison 2016 du championnat de Lettonie de football est la 26e édition de la première division lettone. La Virslīga regroupe les huit meilleurs clubs lettons au sein d'une poule unique qui s'affrontent quatre fois durant la saison, deux fois à domicile et deux fois à l’extérieur. À l'issue de la saison, le dernier du classement est relégué et l'avant-dernier doit disputer un barrage de promotion-relégation face au 2e de D2.
C'est le Spartaks Jūrmala qui remporte le titre cette saison après avoir terminé en tête du classement final, avec quatre points d'avance sur le FK Liepāja et le FK Ventspils. C'est le tout premier titre de champion de Lettonie de l'histoire du club.
Une nouvelle fois, l'intersaison est marquée par plusieurs événements. Le club promu cette saison, le FC Caramba/Dinamo Riga change de nom et devient le Riga FC. L'un des clubs les plus emblématiques du pays, le Skonto Riga, quinze fois champion de Lettonie, n'obtient pas de licence pour participer à l'édition 2016 et doit s'engager en deuxième division. Il est remplacé par le 3e de Pirma Liga, le Rīgas FS.

## Participants
| \| FK Ventspils RFS FK Jelgava FK Liepāja Spartaks Jūrmala BFC Daugavpils Metta/LU Riga Riga FC \| Localisation des clubs engagés dans le championnat. |
| FK Ventspils RFS FK Jelgava FK Liepāja Spartaks Jūrmala BFC Daugavpils Metta/LU Riga Riga FC                                                           |

- FK Ventspils
- Riga FC - Promu de Pirma Liga
- FK Jelgava
- FK Liepāja
- Spartaks Jūrmala
- BFC Daugavpils
- FS Metta/LU Riga
- FK RFS - Promu de Pirma Liga

## Compétition
Le classement est calculé avec le barème de points suivant : une victoire vaut trois points, le match nul un. La défaite ne rapporte aucun point.
Critères de départage :
1. plus grand nombre de points ;
2. plus grande différence de buts générale ;
3. plus grand nombre de buts marqués ;
4. plus grande différence de buts particulière

### Classement
| Rang | Équipe              | Pts | J  | G  | N  | P  | Bp | Bc | Diff |
| ---- | ------------------- | --- | -- | -- | -- | -- | -- | -- | ---- |
| 1    | FK Spartaks Jurmala | 55  | 28 | 17 | 4  | 7  | 46 | 22 | +24  |
| 2    | FK Jelgava          | 51  | 28 | 16 | 3  | 9  | 37 | 24 | +13  |
| 3    | FK Ventspils        | 51  | 28 | 15 | 6  | 7  | 47 | 28 | +19  |
| 4    | FK LiepājaT         | 42  | 28 | 12 | 6  | 10 | 38 | 31 | +7   |
| 5    | Riga FCP            | 36  | 28 | 8  | 12 | 8  | 28 | 24 | +4   |
| 6    | FK RFSP             | 35  | 28 | 9  | 8  | 11 | 22 | 31 | -9   |
| 7    | FS Metta/LU Riga    | 30  | 28 | 8  | 6  | 14 | 32 | 47 | -15  |
| 8    | BFC Daugavpils      | 11  | 28 | 2  | 5  | 21 | 13 | 56 | -43  |

|  | Qualification pour le 2e tour de qualification de la Ligue des champions 2017-2018           |
|  | Qualification pour le 1er tour de qualification de la Ligue Europa 2017-2018                 |
|  | Participation au barrage de promotion-relégation                                             |
|  | Relégation en deuxième division en fin de saison                                             |
|  | T : Tenant du titre C : Vainqueur de la Coupe de Lettonie 2016-2017 P : Promu de 2e division |

### Matchs
| Résultats (▼dom., ►ext.) | BFC | JEL | LIE | MLU | RIG | RFS | SPJ | VEN | BFC | JEL | LIE | MLU | RIG | RFS | SPJ | VEN |
| BFC Daugavpils           |     | 0-0 | 0-3 | 0-1 | 0-2 | 1-0 | 0-2 | 0-5 |     | 0-1 | 0-1 | 3-3 | 2-2 | 0-1 | 2-1 | 0-4 |
| FK Jelgava               | 3-1 |     | 0-1 | 2-0 | 2-1 | 4-0 | 0-1 | 4-3 | 2-0 |     | 3-2 | 1-2 | 1-0 | 2-0 | 2-0 | 2-0 |
| FK Liepāja               | 1-0 | 0-1 |     | 3-0 | 3-0 | 3-1 | 1-2 | 2-3 | 1-0 | 1-3 |     | 2-3 | 2-2 | 0-1 | 4-3 | 0-0 |
| FS Metta/LU Riga         | 2-1 | 3-0 | 0-2 |     | 1-0 | 1-1 | 0-1 | 1-1 | 2-2 | 0-1 | 3-1 |     | 1-1 | 1-1 | 1-3 | 2-1 |
| Riga FC                  | 2-0 | 1-1 | 0-0 | 2-1 |     | 0-0 | 0-0 | 1-1 | 3-0 | 1-0 | 0-1 | 2-1 |     | 1-0 | 1-1 | 1-2 |
| Rīgas FS                 | 0-0 | 1-0 | 1-0 | 3-2 | 1-1 |     | 0-2 | 1-2 | 2-0 | 1-0 | 1-1 | 3-0 | 0-0 |     | 0-2 | 0-3 |
| FK Spartaks Jurmala      | 3-0 | 3-0 | 0-1 | 4-1 | 1-0 | 2-0 |     | 5-1 | 4-1 | 0-0 | 0-0 | 2-0 | 0-3 | 2-1 |     | 0-1 |
| FK Ventspils             | 3-0 | 1-0 | 2-2 | 2-0 | 1-1 | 0-1 | 2-1 |     | 2-0 | 1-2 | 2-0 | 2-0 | 1-0 | 1-1 | 0-1 |     |

### Barrage de promotion-relégation
À la fin de la saison, l'avant-dernier de Virslīga affronte le second de 1. līga pour tenter de se maintenir.
| Équipe 1        | Résultat | Équipe 2         | Aller | Retour |
| --------------- | -------- | ---------------- | ----- | ------ |
| AFA Olaine (D2) | 1 - 2    | FS Metta/LU Riga | 1 - 1 | 0 - 1  |

- Les deux clubs se maintiennent dans leur championnat respectif.

## Bilan de la saison
| Championnat de Lettonie de football 2016 |                                             |
| Champion                                 | FK Spartaks Jurmala (1er titre)             |
| Coupes et trophées                       |                                             |
| Vainqueur de la Coupe de Lettonie 2016   | Compétition en cours                        |
| Qualifications continentales             |                                             |
| Ligue des champions 2017-2018            | FK Spartaks Jurmala                         |
| Ligue Europa 2017-2018                   | FK Ventspils                                |
| Ligue Europa 2017-2018                   | FK Jelgava                                  |
| Ligue Europa 2017-2018                   | Vainqueur de la Coupe de Lettonie 2016-2017 |
| Promotions et relégations                |                                             |
| Promus en Virslīga                       | SK Babīte                                   |
| Relégués en 1. līga                      | BFC Daugavpils                              |